# Klimov RD-33
Le Klimov RD-33 est un turboréacteur à double flux d'origine soviétique conçu pour les chasseurs légers, et qui équipe en option principale les MiG-29. Il a également équipé de manière temporaire l'avion sino-pakistanais JF-17 Thunder.
Environ 5 000 exemplaires de ce moteur ont été produits, et son prix unitaire en 2008 était d'environ 68,3 millions de roubles,.

## Historique
Le RD-33 fut développé à partir de 1968 par le bureau de conception OKB-117 (désormais renommé OAO Klimov), alors dirigé par Sergueï Izotov. Sa production en série démarra en 1981.
Les anciennes générations de chasseurs supersoniques soviétiques, tels que les MiG-21 et MiG-27, utilisaient des turboréacteurs à simple flux, mais les chasseurs occidentaux, tels que les F-111 Aardvark et F-4K Phantom II, introduisirent dès les années 1960 l'usage de turboréacteurs à double flux et postcombustion, qui étaient plus puissants et bien plus performants en matière de consommation de carburant. Le RD-33 fut le premier turboréacteur à double flux à postcombustion dans la plage des 8 000 à 9 000 kgp produit par la compagnie Klimov.
En 2006, on apprend que le moteur va être produit sous licence en Inde, après la signature d'un contrat de 250 millions de dollars entre l'Inde et la Russie.

## Caractéristiques techniques
Le RD-33 est un turboréacteur à double flux de construction modulaire et à double corps, dont les différentes parties peuvent être remplacées séparément et facilement. Il est également très tolérant envers les agressions de l'environnement extérieur, et peut fonctionner depuis des zones mal entretenues et sous tous les types de climats sans poser de problèmes majeurs. Il a également été conçu pour être très stable pendant toutes les phases du vol, maintenant par exemple une combustion très stable pendant les tirs de missiles.
Le compresseur basse-pression (BP) est constitué d'une soufflante à 4 étages, suivie d'un compresseur haute-pression (HP) à 9 étages et d'une chambre de combustion annulaire. Les compresseurs sont entraînés par deux turbines séparées, HP et BP, chacune à un étage axial. La durée de vie du moteur est donnée pour 4 000 heures. Le RD-33 a également été conçu pour pouvoir produire facilement de la poussée supplémentaire, ce qui est une caractéristique importante pour lui permettre de rester en phase avec les futures versions des avions de chasse qu'il équipe.

## Versions
Au début des années 1970, le RD-33 fut sélectionné pour équiper le nouveau chasseur léger de première ligne soviétique, qui reçut ensuite la désignation de MiG-29. L'autre option pour propulser cet appareil fut le Toumanski R-67-300. De longues années de développement ont permis la mise en place d'une grande famille de moteurs. Il existe par-exemple une version du moteur dotée de tuyères à orientation de la poussée, et les derniers nés de la famille sont équipés de systèmes de contrôle et de surveillance numériques BARK, équivalents aux FADEC occidentaux. De même, la réparation et la maintenance des RD-33 sont désormais assistées par des systèmes de diagnostic intégrés performants.
Ci-dessous une liste des principales versions du RD-33 :

### RD-33
Le RD-33 (en russe : « РД-33 ») est la première version développée du moteur, mise au point en 1976 pour équiper le MiG-29.

### RD-33B/NB
Les RD-33B et RD-33NB (en russe : « РД-33Б » et « РД-33НБ ») sont des versions dépourvues de postcombustion.

### RD-33I (I-88)
La version RD-33I (en russe : РД-33И), aussi désignée I-88 (en russe : И-88), est dépourvue de postcombustion et équipe d'autres types d'appareils, comme l'Iliouchine Il-102.

### RD-33 série 2
Le RD-33 série 2 (en russe : « РД-33 серии 2 ») est une version améliorée, dont la durée de vie est portée à 1 400 heures.

### RD-33 série 3 et 3M

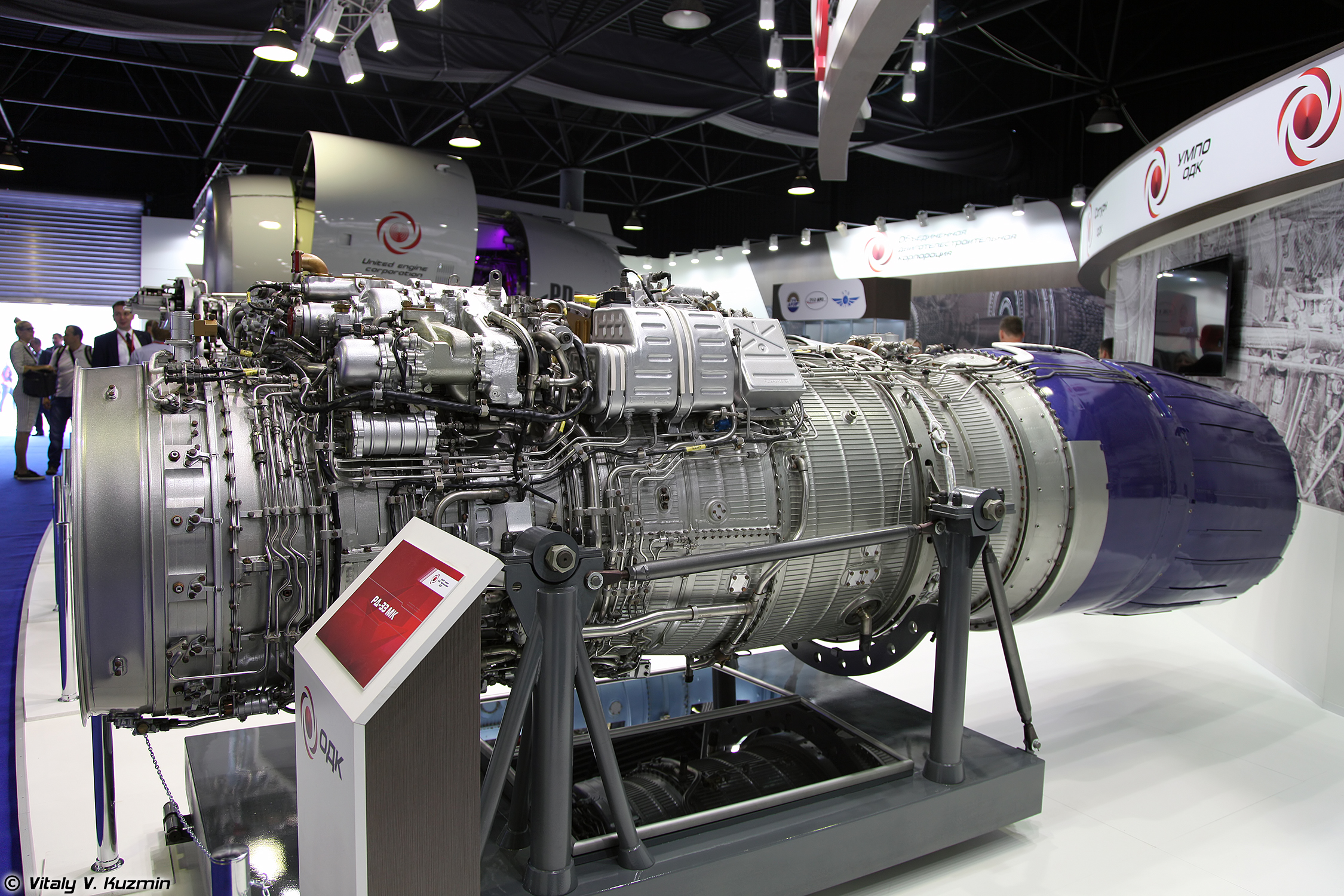
RD-33MK exposé au salon aéronautique MAKS 2015.

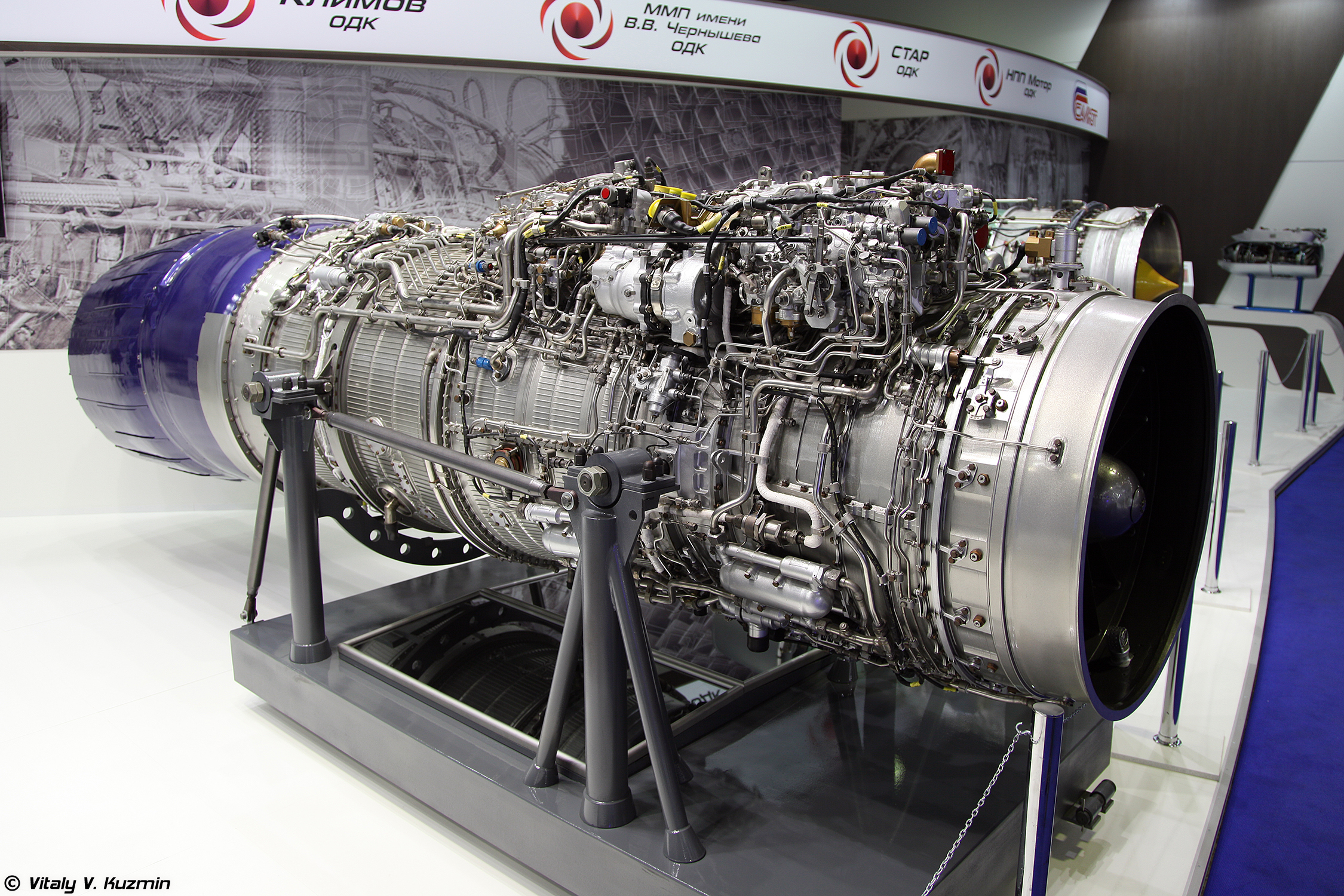
RD-33MK exposé au salon aéronautique MAKS 2015.

Les RD-33 série 3 et série 3M (en russe : « РД-33 серии 3 » et « РД-33 серии 3M ») est une version révisée offrant une durée de vie plus importante, utilisée sur les dernières versions ou des versions mises à jour du MiG-29, tels les MiG-29M/M2 (en) et MiG-29SMT.
Deux RD-33 série 3 équipés de tuyères vectorielles ont été testés en vol pendant la mise au point du MiG-29OVT, prototype ayant plus tard mené à la production du MiG-35. Ces tuyères ont un débattement de ±15° et une vitesse angulaire de 60°/s.
La durée de vie du moteur série 3 est de 2 000 heures et il est disponible dans le commerce depuis 1999.

### RD-33K
Le RD-33K (en russe : РД-33К) est une version pour les MiG-29K et MiG-29M.

### RD-33MK
Le RD-33MK Morskaya Osa (en russe : « РД-33МК Морская Оса », signifiant « Guêpe de mer ») est la dernière version développée du moteur, apparue en 2001. Il a été conçu pour propulser les chasseurs embarqués MiG-29K (en) et MiG-29KUB, bien qu'il n'ait finalement été adopté que pour équiper le MiG-35, et sans poussée vectorielle. Le RD-33MK développe 7 % de poussée supplémentaire, est contrôlé par un système numérique de type FADEC et ne produit pas de fumée, à l'inverse des premières versions du RD-33. Sa poussée avec postcombustion est passée à 88,26 kN et sa masse est de 1 145 kg, grâce notamment à des matériaux modernes et à des ailettes de turbine mieux refroidies. Son taux de compression est de 24 pour 1 et son débit d'air est de 82 kg/s. La longueur et le diamètre restent toutefois identiques à ceux des anciennes versions.
Parmi les autres améliorations, on peut noter que le moteur est équipé de systèmes visant à réduire sa visibilité infrarouge et optique, ainsi qu'une durée de service portée à 4 000 heures. Le RD-33MK apporte aux chasseurs embarqués une capacité à décoller sans assistance (les porte-avions russes ne sont pas équipés de catapultes), une performance élevée quelles que soient les conditions climatiques rencontrées, et apporte enfin une nette amélioration des performances au combat pour la dernière version du MiG-29, le MiG-35.

### RD-93
Le RD-93 (en russe : « РД-93 ») est une version dérivée développée pour propulser le chasseur multirôle léger sino-pakistanais JF-17 (aussi désigné FC-1),. D'après le site web JF-17.com, « La plus grosse différence se situe[rait] au niveau de la boîte à engrenages, repositionnée le long du bas du carénage du moteur. » Un poster affiché au salon aéronautique de Zhuhai de 2010 donnait une gamme de poussée pour ce moteur située entre 79 kN à sec et 98 kN avec postcombustion.
Il existe des affirmations contradictoires, concernant la durée de vie et la fiabilité de ce moteur. Il semblerait que l'augmentation de poussée par rapport au RD-33 « de base » ait fait chuter la durée de vie opérationnelle du RD-93, passant des 4 000 heures du RD-33 à seulement 2 200 heures pour le RD-93. Toutefois, le commandant de la force aérienne Mehmood affirme que les moteurs seraient solides et fiables, déclarant ceci : « Nous avons volé 7 000 heures avec le moteur et nous n'avons rencontré aucun problème ».
Fin décembre 2009, l'entreprise gouvernementale d'exportation d'armes Rosoboronexport signa un contrat avec la Chine pour livrer 43 exemplaires du RD-93, pour un montant de 160 millions de dollars. Les 25 premiers exemplaires avaient été manufacturés à l'entreprise d'ingénierie mécanique Tchernychev, à Moscou. Le contrat complétait un accord signé en 2006 pour la livraison de 100 moteurs à la Chine. Les JF-17 utilisent depuis des moteurs d'origine chinoise, les WS-13, à peine différents des RD-33 qui leur servirent de base de développement.

### SMR-95
Le SMR-95 (en russe : « СМР-95 »), aussi désigné RD-33H (en russe : « РД-33Н »), est une version destinée à mettre à jour les chasseurs de 2e et 3e génération. La boîte à engrenages et accessoires est disposée sous le moteur, et la longueur du moteur peut être ajustée en fonction de la longueur de fuselage de l'avion à équiper.
Le moteur a passé avec succès des tests au banc et en vol, sur les Super Mirage F1, et Atlas Super Cheetah D-2 de la Force aérienne sud-africaine, et ont amélioré les performances en vol et en combat par un facteur de 1,2 à 3,0.

## Applications
- Mikoyan-Gourevitch MiG-29
- Mikoyan-Gourevitch MiG-35
- JF-17 Thunder
- Iliouchine Il-102
- Dassault Super Mirage F1
- Atlas Super Cheetah D-2